# Thomas Poussin
Pour les articles homonymes, voir Poussin.
Thomas Poussin est un architecte français du XVIIe siècle.

## Biographie
Originaire de Dinan, il travaille au bas-côté nord de la cathédrale de Saint-Malo de 1595 à 1607, ainsi qu'à des constructions militaires à Dinan, Saint-Malo et dans la région. Il participe à la construction du Palais du Parlement de Bretagne de 1624 à 1631.

## Source
- Jacques Salbert, Ateliers de retabliers lavallois aux XVIIe et XVIIIe siècles : études historiques et artistiques, Presses universitaires de Rennes, 1976.